# Гуркі (Гожовський повіт)
Гуркі (пол. Górki, нім. Bergkolonie) — село в Польщі, у гміні Санток Гожовського повіту Любуського воєводства. Населення — 134 особи (2011).
У 1975—1998 роках село належало до Гожовського воєводства.

## Демографія
Демографічна структура станом на 31 березня 2011 року:
|          | Загалом | Допрацездатний вік | Працездатний вік | Постпрацездатний вік |
| -------- | ------- | ------------------ | ---------------- | -------------------- |
| Чоловіки | 62      | 13                 | 48               | 1                    |
| Жінки    | 72      | 20                 | 42               | 10                   |
| Разом    | 134     | 33                 | 90               | 11                   |